# Сагне (річка)
Сагне́ (фр. Saguenay, la rivière Saguenay, англ. Saguenay River) — річка у адміністративному регіоні Сагне-Ляк-Сен-Жан у провінції Квебек (Канада).
Бере початок у озері Сен-Жан (фр. lac Saint-Jean) і впадає до річки Святого Лаврентія, пробігаючи 160 км. Площа басейну — 88 000 км².
На березі Сагне́ розташовані міста Сагне i Альма (Alma), а також — село Тадусак (Tadoussac), знамените тим, що там можна спостерігати китів.
На річці та її притоках розташований каскад ГЕС, нижній рівень якого становлять ГЕС Shipshaw та ГЕС Chûte-à-Caron.